# Brunsvik (Adelsgeschlecht)

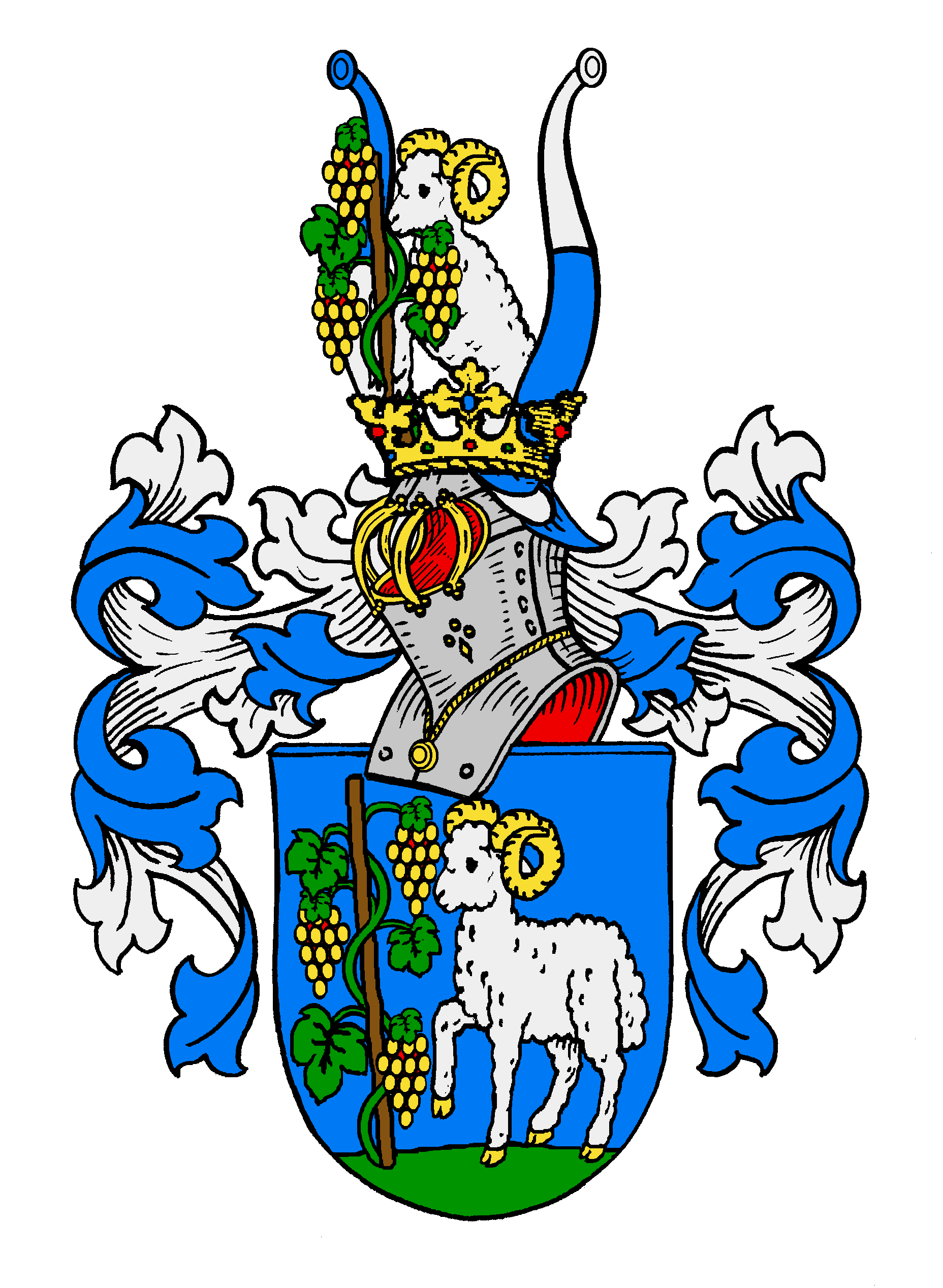
Stammwappen der Familie Brunsvik de Korompa

Die Familie Brunsvik war ein ungarisches Adelsgeschlecht deutschen Ursprungs, das späterhin vor allem durch freundschaftliche Beziehungen zu Ludwig van Beethoven bekannt wurde.

## Unter weiteren Namen bekannt
Es haben sich verschiedene Schreibweisen eingebürgert: Brunswick, Brunswik, Brunszvik, Prunswick usw. Im Laufe der Jahrhunderte hat man den Familiennamen in etwa vierzig verschiedenen Schreibweisen geschrieben.

## Geschichte
Die Familie stammte aus Deutschland, und zwar ursprünglich aus Braunschweig (altdeutsch Brunsvic). Sie soll dann über Kolberg in Pommern, wo sie seit dem 14. Jahrhundert als Ratsherren bzw. Salzjunker zum Patriziat gehörte (Vgl.: Braunschweig (pommersches Adelsgeschlecht)), im 16. Jahrhundert nach Stettin gekommen sein und ist mit Tobias Brunsvik (*~1590, † ~1670), der sich in Freistadt an der Waag niederließ, im Königreich Ungarn erstmals nachweisbar. Zwischen 1622 und 1625 wird er als „Aulicus“ des Palatins Stanislaus III. Thurzó erwähnt. Dessen Enkel Michael II. Brunswick (* 1671, † 1719) war erblicher Reichspostmeister zu Freistadl (ung. Galgóc) und Sekretär des kaiserlichen Kommandanten (der Labanzen) der Festung Leopoldstadt und heiratete um 1710 Margarethe Theresia Vitalis von Vitalisfalva (*~1685, † 1747), welche die Herrschaft von Unterkrupa als Mitgift in die Ehe brachte. Deren Sohn Anton I. (* 1709, † 1780) studierte in Tyrnau Rechtswissenschaften und wurde 1774 Administrator der Graner Gespanschaft.
Der ungarische Grafenstand ist durch zwei Erhebungen in die Familie gekommen. Am 7. Oktober 1775 erhob Kaiser Joseph II. den k.k. Hofrat Anton I. Brunsvik (* 1709, † 1793) in den Grafenstand und er durfte dadurch auch das Adelsprädikat ‚de Korompa’ im Namen führen (ungarische Version von Unterkrupa). Außerdem erhielt er als Lehen die Herrschaft Martonvásár. Am 8. November 1796 erteilte Kaiser Franz II. dessen jüngerem Sohne Joseph (* 1750, † 1827) und der ganzen Familie der Grafenstand.

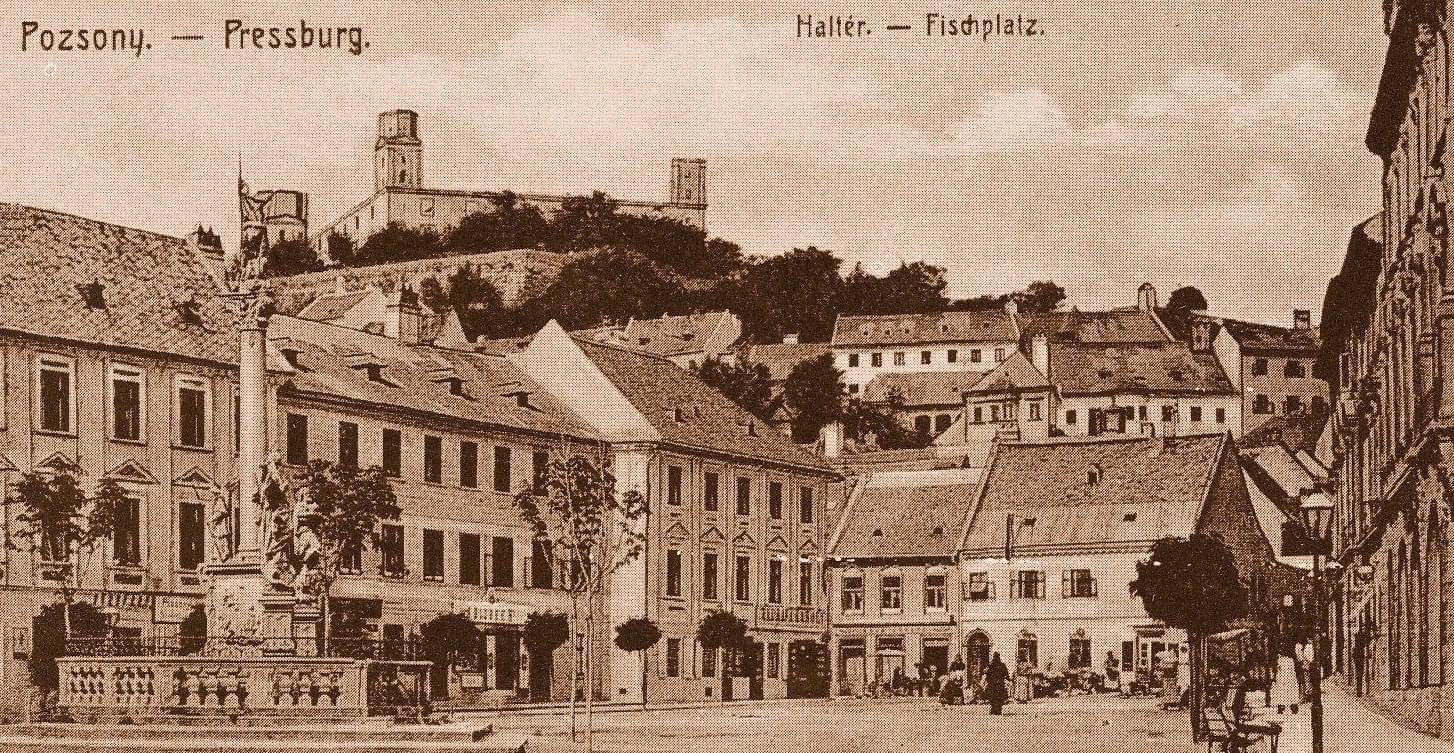
Der alte Fischplatz in Preßburg um 1900. Das weiße zweistöckige Haus in der Mitte des Bildes war das ehemalige Palais Brunsvik. Das Gebäude wurde 1956 abgerissen. Der gesamte Platz wurde im Zuge des Baues einer neuen Donaubrücke zerstört, nahezu alle Häuser abgerissen.

Nach dem Tode von Anton I. wurde das Familienvermögen 1783 (durch Auslosung) unter seinen beiden Söhnen aufgeteilt. Anton II. (* 1746, † 1793) erhielt die Herrschaft Mártonvásár und der jüngere Sohn Joseph (* 1750, † 1827) das Gut von Unterkrupa. Da Joseph ohne männlichen Erben starb (der einzige Sohn starb bereits zwei Jahre vor dem Vater) vererbte Joseph die gesamte Herrschaft Unterkrupa an seine Tochter Henriette. Henriette heiratete am 22. Januar 1813 Hermann Chotek von Chotkov und Vojnin (* 1786, † 1822), den Spross eines alten böhmischen Adelsgeschlechtes. Durch diese Heirat ging die Herrschaft Unterkrupa in den Besitz der Familie Chotek über.
Anton II. (* 1746, † 1793) schlug eine ähnliche Karriere, wie sein Vater ein. Nach einer Ausbildung in Wiener Theresianum und der Universität in Tyrnau trat er in die Dienste der Ungarischen Hofkammer. 1744 heiratete er die ehemalige Preßburger Hofdame Kaiserin Maria Theresias, Elisabeth Freiin Wankel von Seeberg (* 1752, † 1830). Er nahm an den Reformplänen Kaiser Josephs II. aktiv teil und wurde 1790 zum Obergespan des Komitats Bars ernannt.
Graf Géza verkaufte die Herrschaft Mártonvásár an Erzherzog Joseph Karl Ludwig von Österreich, welche dieser dann 1896 an den Bierbrauer Anton Dreher Junior verkaufte. Die Familie Dreher nutzte das Schloss Martonvásár in der Zwischenkriegszeit. Nach dem Zweiten Weltkrieg wurde die Familie enteignet und das Schloss kam in staatlichen Besitz.

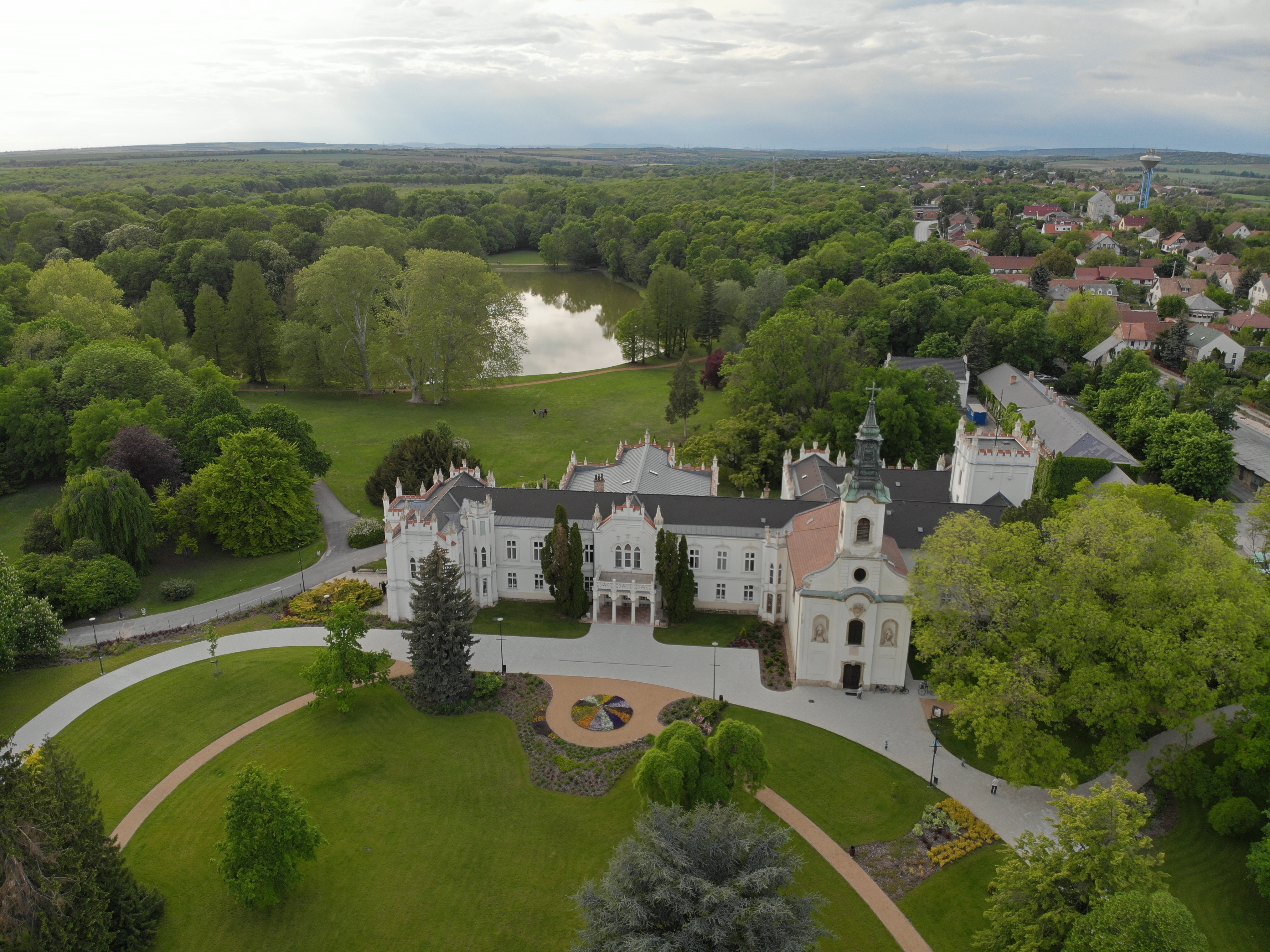
Schloss und Park in Martonvásár, zeitgenössische Aufnahme (2019)

Die Grafen Brunsvik starben mit Géza im Jahre 1899 in männlicher Linie aus. Gézas ältere Schwester Maria (* 1832, † 1901) war das letzte Familienmitglied, welches den Namen Brunsvik führte.
Die von den Choteks bewirtschaftete Herrschaft Unterkrupa gehörte ab 1918 zur neu gegründeten Tschecho-Slowakei. Letzte Erbin und Bewohnerin des Schlosses war Marie Henriette Chotek. 1945 wurden nach dem Einmarsch der Roten Armee große Teile des Schlossparks verwüstet. Das ehemalige Herrenhaus wurde geplündert und das Inventar gestohlen, die nun betagte Marie Henriette wurde aus dem Schloss vertrieben. Obzwar sie von einem alten böhmischen (tschechischen) Adelsgeschlecht abstammte, sollte sie anhand der Beneš-Dekrete „als Deutsche“ ausgesiedelt werden. 1946 starb sie gänzlich verarmt und vereinsamt in einem Kloster in Unterkrupa und wurde im Chotek-Mausoleum des Ortes beigesetzt.

## Stammlinie der Grafen Brunsvik

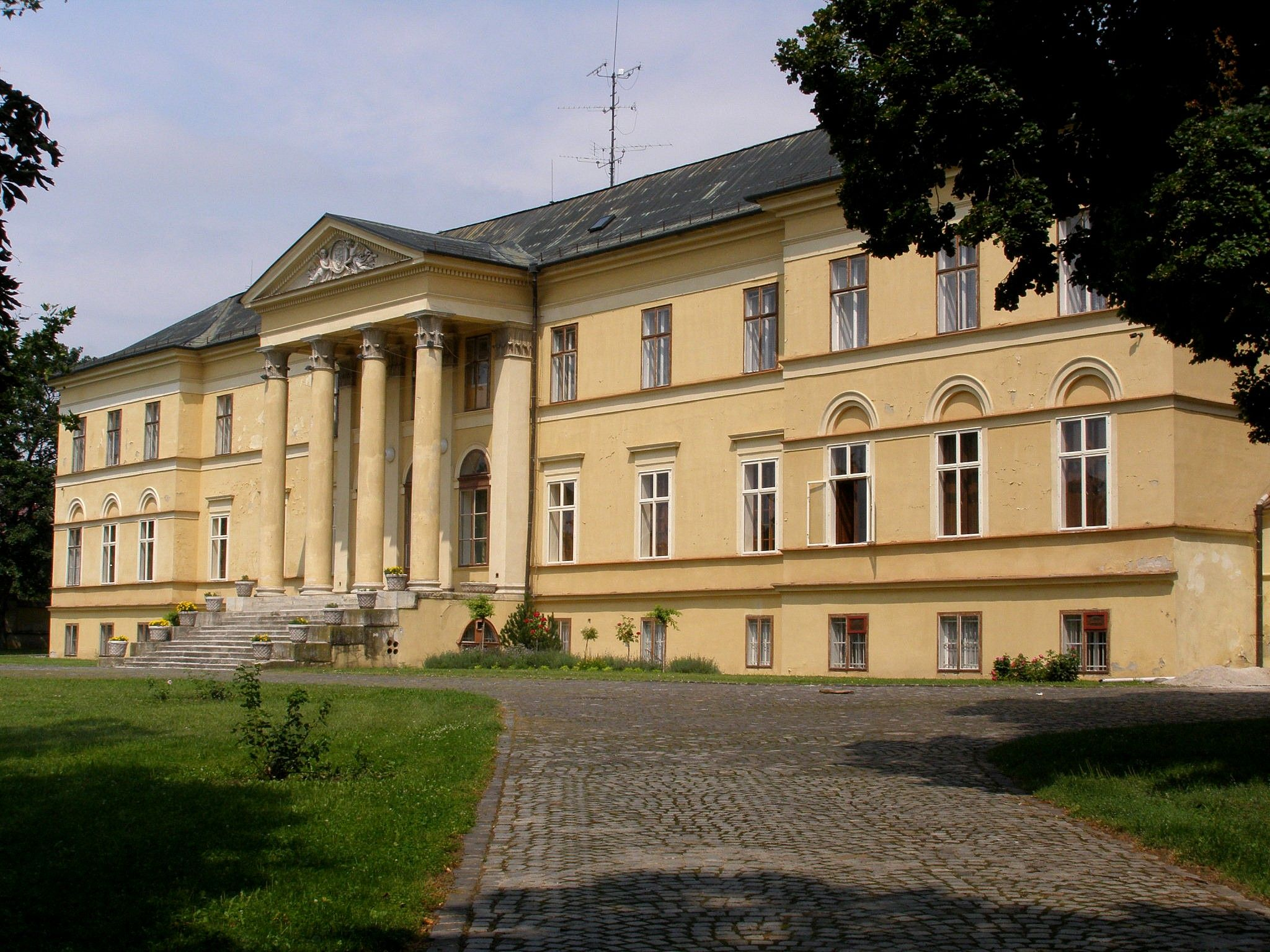
Schloss Unterkrupa (Zustand 2009)

1. Michael (* 1671, † 1719) ⚭ 1710 Margarethe Theresia Vitalis de Vitalisfalva (* ~ 1685, † 1747)
  1. Eva Petronella (* 1711, † 1794) ⚭ 1728 Alexander Cséry de Sarkány
  2. Adalbert Siegmund (* 1714, † 1730)
  3. Alexander, Theologe, Jesuit
  4. Anton (* 1709, † 1780)[7] ⚭ Maria Anna Adelffy (* 1720, † 1771)
    1. Anton (* 1745, † 1793) ⚭ Anna Wankel von Seeberg (* 1752, † 1830)
      1. Marie Therese (* 1775, † 1861)
      2. Franz (* 1777, † 1849) ⚭ Sidonia Just von Neczpal (* 1801, † 1866)
        1. Maria (* 1832, † 1901)
        2. Géza (* 1834, † 1899) ⚭ I. im Jahre 1859 Gräfin Josepha von Deym (* 1836, † 1906); ⚭ II. Seraphine Siegl
          1. Gabriel (* 1861, † 1879)
          2. Gisella (* 1864, † 1881)
          3. Maria (* 1868, † 1879)

      3. Josephine (* 1779, † 1821) ⚭ I. Joseph von Deym (* 1752, † 1804); ⚭ II. Adam Ch. von Stackelberg (* 1777, † 1841)
      4. Karoline (* 1782, † 1843) ⚭ 1805 Imre Graf Teleki (* 1782, † 1848) → Eltern der Frauenrechtlerin Blanka Teleki (* 1806, † 1862)

    2. Joseph (* 1750, † 1827) ⚭ Maria Anna Majthényi de Kesselőkő (* 1769, † 1851)
      1. Julia (* 1786, † 1866) ⚭ 19. März 1805 András Forray (* 1780, † 1830), k.k. Kämmerer und Obergespan des Komitates Csanád
      2. unbekanntes Mädchen
      3. Joseph (* 1788, † 1825)
      4. Henriette (* 1789, † 1857) ⚭ 1813 Hermann Chotek (* 1786; † 1822) → Eltern des Kammerherrn Rudolf Chotek von Chotkow (* 1822, † 1903) und Großeltern der Marie Henriette Chotek (* 1863, † 1946)

    3. Elisabeth ⚭ Joseph Finta
    4. Franciska ⚭ Paul Baron Révay de Szklabina et Blatnicza
    5. Susanna (* 1757, † 1813) ⚭ Franz Joseph Graf Guicciardi → Eltern von Giulietta Guicciardi (* 1784, † 1856)
    6. Katharina ⚭ Karl Graf Dezasse de Petit Verneuille (* 1751, † 1787)

  5. Maria Petronella (* 1718, † 1775) ⚭ 1737 Andreas Ocskay de Ocska
  6. Franziska (* / † ?) ⚭ Peter Bartakovics

## Beethoven und die Brunsviks
Ludwig van Beethoven war mit einigen Mitgliedern der Familie freundschaftlich verbunden. In den 1790er Jahren (~1799) suchte die Gemahlin von Anton II. Brunsvik, Anna von Seeberg einen Klavierlehrer für ihre beiden Töchter Therese und Josephine und wandte sich mit dieser Bitte an Beethoven. Beethoven lehnte zuerst ab, da er der Auffassung war, dass wegen des Klavierunterrichts, den er erteilen sollte, ihm die Zeit zum Komponieren fehlen würde. Als er jedoch die Mädchen kennen lernte, war er von ihnen begeistert und nahm das Angebot an. Ganz besonders von Josephine war er angetan, da er in ihr eine außerordentliche musikalische Begabung entdeckte. Beethovens Begeisterung für die beiden Mädchen ging so weit, dass er ihnen sogar kostenlosen Klavierunterricht erteilte. Besonders zu Josephine entwickelte Beethoven eine besondere innere Beziehung. Auch heute noch vermuten Beethoven-Forscher in Josephine eine der Protagonistinnen Beethovens „Unsterbliche Geliebte“. Es ist jedoch bis heute nicht gelungen dafür einen endgültigen Beweis zu liefern.
Auf Einladung der Familie Brunswick verbrachte Beethoven einige Sommer auf den Gütern in Martonvásar und Unterkrupa. Durch Vermittlung der beiden Brunsvik Schwestern lernte Beethoven auch Giulietta Guicciardi kennen. In Unterkrupa erteilte er ihr Klavierunterricht und widmete ihr die Mondscheinsonate, die er mit großer Wahrscheinlichkeit auch in Unterkrupa komponierte.

## Bekannte Mitglieder und Nachfahren der Familie Brunsvik
Therese Brunsvik war die älteste Tochter von Anton II. und Anna Seeberg. Sie war musikalisch unglaublich begabt. Bereits im Alter von sechs Jahren spielte sie Klavier und hatte später eine schöne Alt-Stimme, die sie bei Schlossaufführungen nutzte. Schon bei der ersten Begegnung mit Beethoven hatte Therese den nur fünf Jahre älteren Pianisten und Komponisten durch ihr Können auf dem Klavier nachhaltig beeindruckt. Therese wählte jedoch einen anderen Lebensweg, indem sie karitativ tätig wurde. Sie wurde Vorreiterin der Frauen- und Kleinkinderbildung in Ungarn. Sie selbst gründete elf Kindergärten, eine Berufsschule, eine höhere Mädchenbildungsanstalt (in Zusammenarbeit mit ihrer Nichte, Blanka Gräfin von Teleki) und eine Hauswirtschaftsschule und rief 1836 einen Verein für die Einrichtung von Kindergärten ins Leben. Therese Brunswick blieb unverheiratet und blieb ihr ganzes Leben lang eine der glühendsten Verehrerinnen der Musik Ludwig van Beethovens.
Franz Brunsvik war ein Freund und später auch Mäzen von Ludwig van Beethoven. Den Komponisten lernte Franz Brunsvik höchstwahrscheinlich durch seine beiden Schwestern kennen. Bald wurde er zu einem der engsten Freunde des Komponisten; beide duzten einander. Ihre Freundschaft war besonders zwischen den Jahren 1806 bis 1812 sehr intensiv. In dieser Zeit widmete Beethoven dem Grafen zwei seiner bedeutendsten Klavierwerke: die sogenannte Appassionata (Erstausgabe 1807), sowie die Fantasie H-Dur op. 77 (1810).
Josephine Brunsvik war eine der zentralen Frauengestalten im Leben Ludwig van Beethovens. Viele Beethoven-Forscher vermuten in ihrer Person Beethovens „Unsterbliche Geliebte“.
Giulietta Guicciardi war die Tochter des Grafen Joseph Guicciardi und der Gräfin Susanna Chotek (* 1757, † 1813). Sie war eine Klavierschülerin Ludwig van Beethovens, welcher der Komponist die Mondscheinsonate widmete. Sie heiratete 1803 im Wiener Stephansdom Wenzel Robert von Gallenberg.
Blanka Teleki war eine Nichte von Therese Brunsvik und engagierte sich zeitlebens für die Frauenrechte.
Rudolf Chotek war ein Großgrundbesitzer und begeisterter Landwirt. Seine Mutter war eine geborene Brunsvik, wodurch die Herrschaft Unterkrupa durch Heirat in den Besitz der Familie Chotek kam.
Marie Henriette Chotek war eine berühmte Rosenzüchterin. Sie hatte ein weltweit beachtetes Rosarium in Unterkrupa und pflanzte auch einige Neuzüchtungen von Rosen. Sie war nicht verheiratet und starb verarmt in einem Kloster in Unterkrupa.

## Wappen
- Wappen von 1631: In Blau auf grünem Boden ein gold-bewehrter silberner Widder, gegen einen befruchteten natürlichen Weinstock schreitend. Auf dem Helm mit blau-silbernen Decken der Widder wachsend, mit den Vorderfüßen den Weinstock haltend, zwischen zwei von Blau und Silber übereck-geteilten Büffelhörnern.
- Wappen von 1775 und 1790: Geviert und belegt mit Herzschild wie 1631. Felder 1 und 4 geteilt, oben in Gold ein rechtsgekehrter gold-bewehrter schwarzer Adler, unten in Blau ein von Rot und Silber geschachter Balken, 2 in Rot ein rechtsgekehrter geharnischter Arm, in der Faust drei silbern-gespitzte braune Pfeile mit goldenen Flitschen haltend, 3 in Rot auf grünem Boden ein linksgekehrter geharnischter Arm, in der Faust einen gold-gefaßten Säbel haltend. Drei Helme, auf dem rechten mit schwarz-goldenen Decken der Adler wachsend, auf dem mittleren mit blau-silbernen Decken der Widder mit dem Weinstock zwischen zwei von Blau und Silber übereck-geteilten Büffelhörnern, auf dem linken mit rot-silbernen Decken der geharnischte Arm mit den Pfeilen. Schildhalter: Rechts die Justitia mit dem Schwert, links die Fortitudo, diese auf eine braune Säule gestützt.[8]